# Molophilus fluviatilis
Molophilus fluviatilis là một loài ruồi trong họ Limoniidae. Chúng phân bố ở miền Cổ bắc.